# Miracle des Billettes

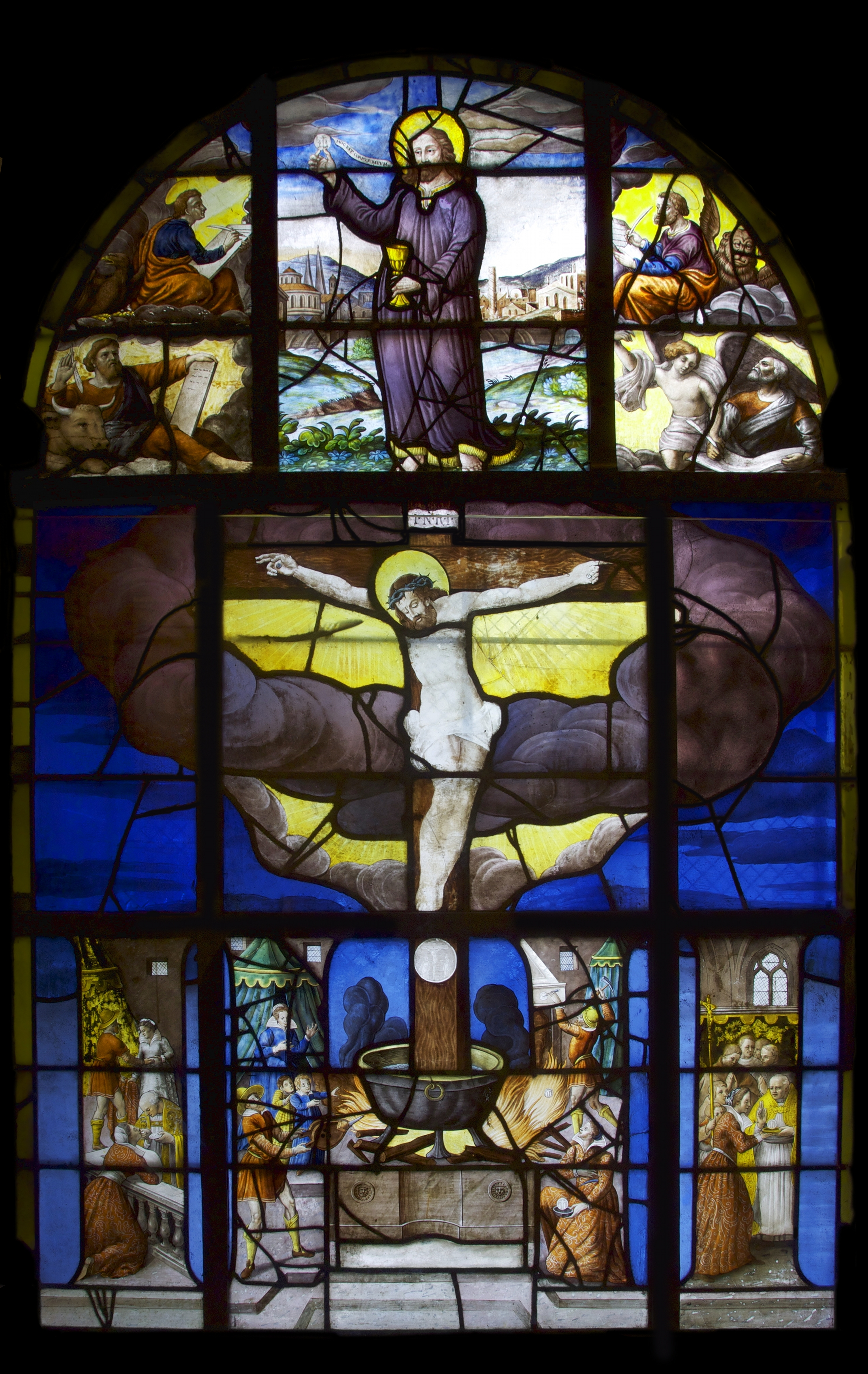
Bleiglasfenster in der Kirche St-Étienne-du-Mont in Paris

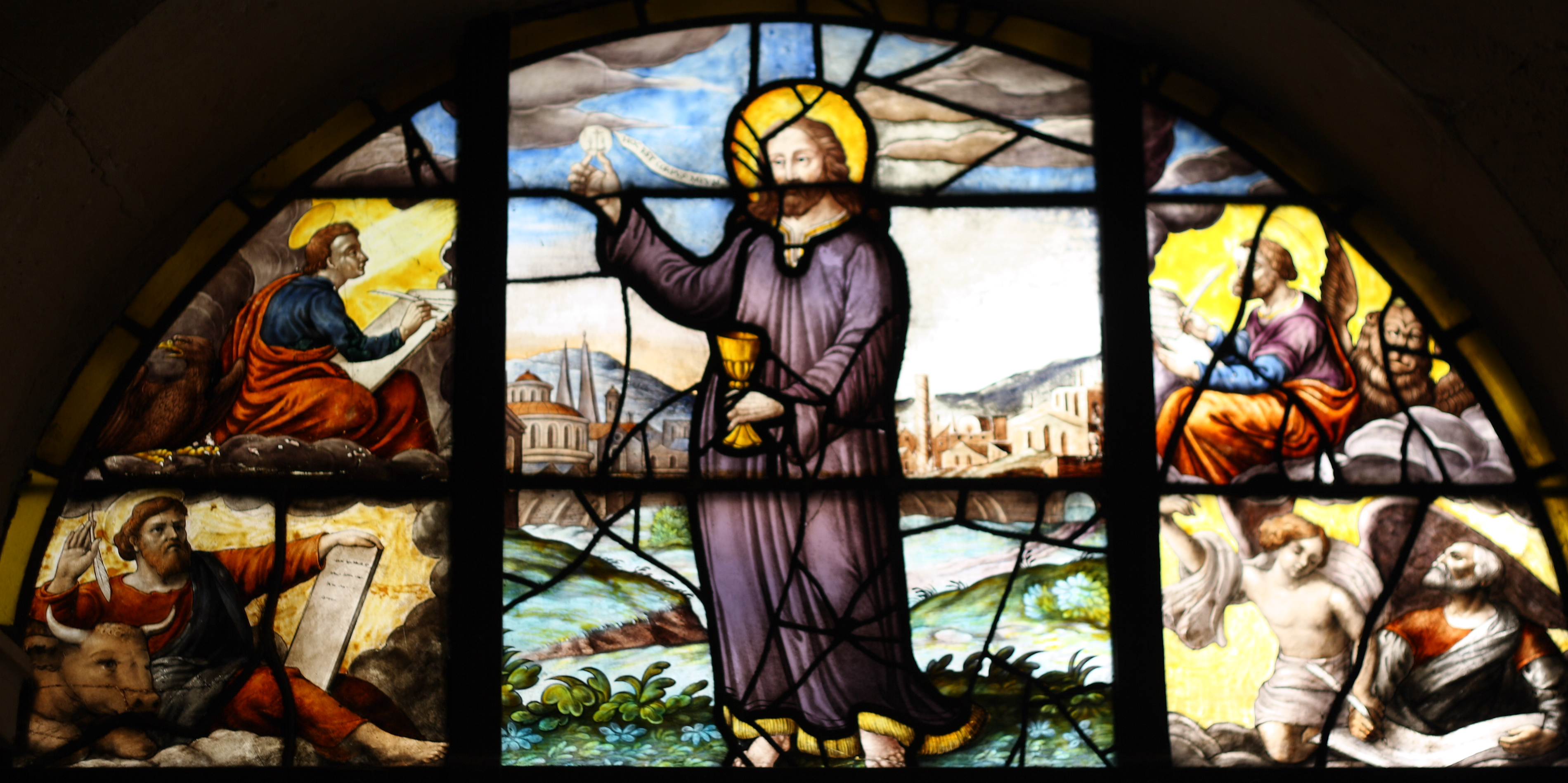
Christus zeigt eine Hostie und ist umgeben von den Evangelisten

Miracle des Billettes (dt. Wunder von Billettes) ist der Name eines Bleiglasfensters, das sich in der Kirche St-Étienne-du-Mont in Paris befindet. Das Fenster in der Chapelle des Catéchismes, erreichbar durch einen Verbindungsgang vom Chor, ist im zweiten Viertel des 17. Jahrhunderts entstanden.

## Beschreibung
Das rundbogige Fenster besteht aus zwei Szenen und gehörte ursprünglich nicht so zusammen. Die Kreuzigungsszene in der Mitte und darüber Christus, der eine Hostie zeigt, gehörten zu zwei verschiedenen Fenstern, die sich in der Kapelle der hl. Genoveva in der Kirche St-Étienne-du-Mont befanden.

## Wunder von Billettes
Alle Teile des Fensters beziehen sich thematisch auf das „Wunder von Billettes“, dessen älteste schriftliche Darstellung aus dem Jahr 1322 stammt und das danach vielfach variiert wurde. Danach habe ein Pariser Jude von einer christlichen Magd eine geweihte Hostie gekauft. Bei der Zusammenkunft der jüdischen Gemeinde hätten die Anwesenden mit Messern und Nägeln versucht, die Hostie zu zerstören, was ihnen aber nicht gelang. Plötzlich tropfte Blut aus der Hostie, und als diese in kochendes Wasser geworfen wurde, hätte sich das Wasser in Blut verwandelt. Eine Version der Geschichte berichtet die Erscheinung des Gekreuzigten über der unzerstörten Hostie. Dieses Geschehen wurde als Wunder von Billettes bezeichnet.
Hostienfrevel wurde der jüdischen Bevölkerung in den folgenden Jahrhunderten immer wieder vorgeworfen und diente als Grund für Verfolgungen.

## Darstellung
Die zentrale Szene stellt Christus am Kreuz dar, unter seinen Füßen eine große Hostie. Das Kreuz steht in einem kochenden Kessel als Zeichen, dass in der gewandelten Hostie Christus selbst erneut gemartert wurde.
Unten rechts und links sind weitere Szenen der Legende dargestellt: Die Magd, weiß gekleidet, übergibt die Hostie an einen mit dem Judenhut gekennzeichneten Mann und erhält von ihm dafür ein kostbares Kleid. Nachdem sie in diesem Kleid die Kommunion empfangen hat, beginnt sie ihre Tat zu bereuen. In der Versammlung der Juden wird sie Zeugin des Frevels – der Jude mit Hut facht das Feuer mit einem Blasebalg an, ein anderer versucht, die Hostie mit einem Nagel zu durchbohren – und birgt die unzerstörte Hostie in einer Schale. In dieser Schale bringt sie sie in die Kirche zurück und empfängt vom Priester Vergebung für ihre Sünde.
In der oberen Szene zeigt Christus eine Hostie vor dem Hintergrund einer Stadt. Rechts und links von ihm sind die Evangelisten dargestellt.

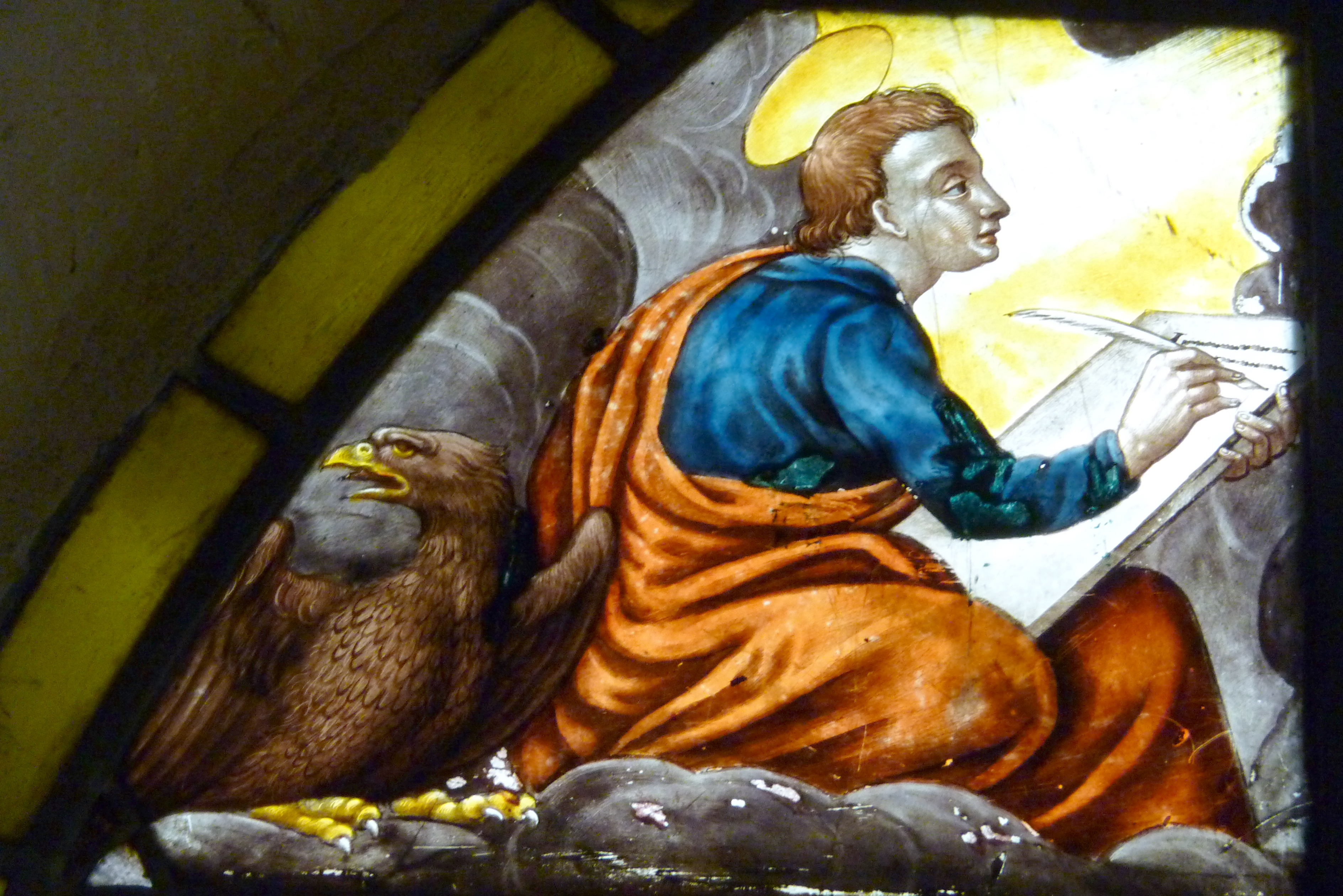
Evangelist Johannes
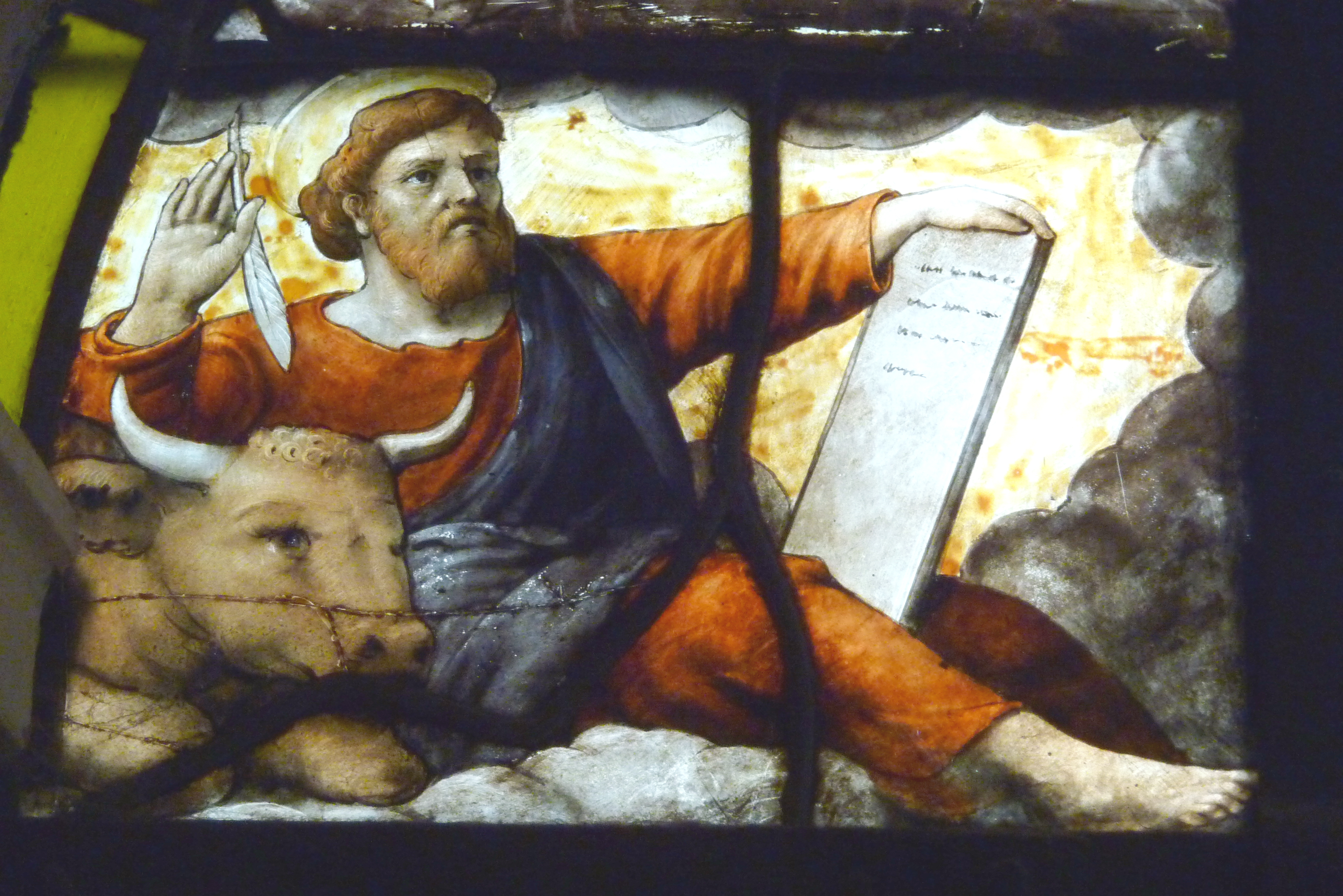
Evangelist Lukas
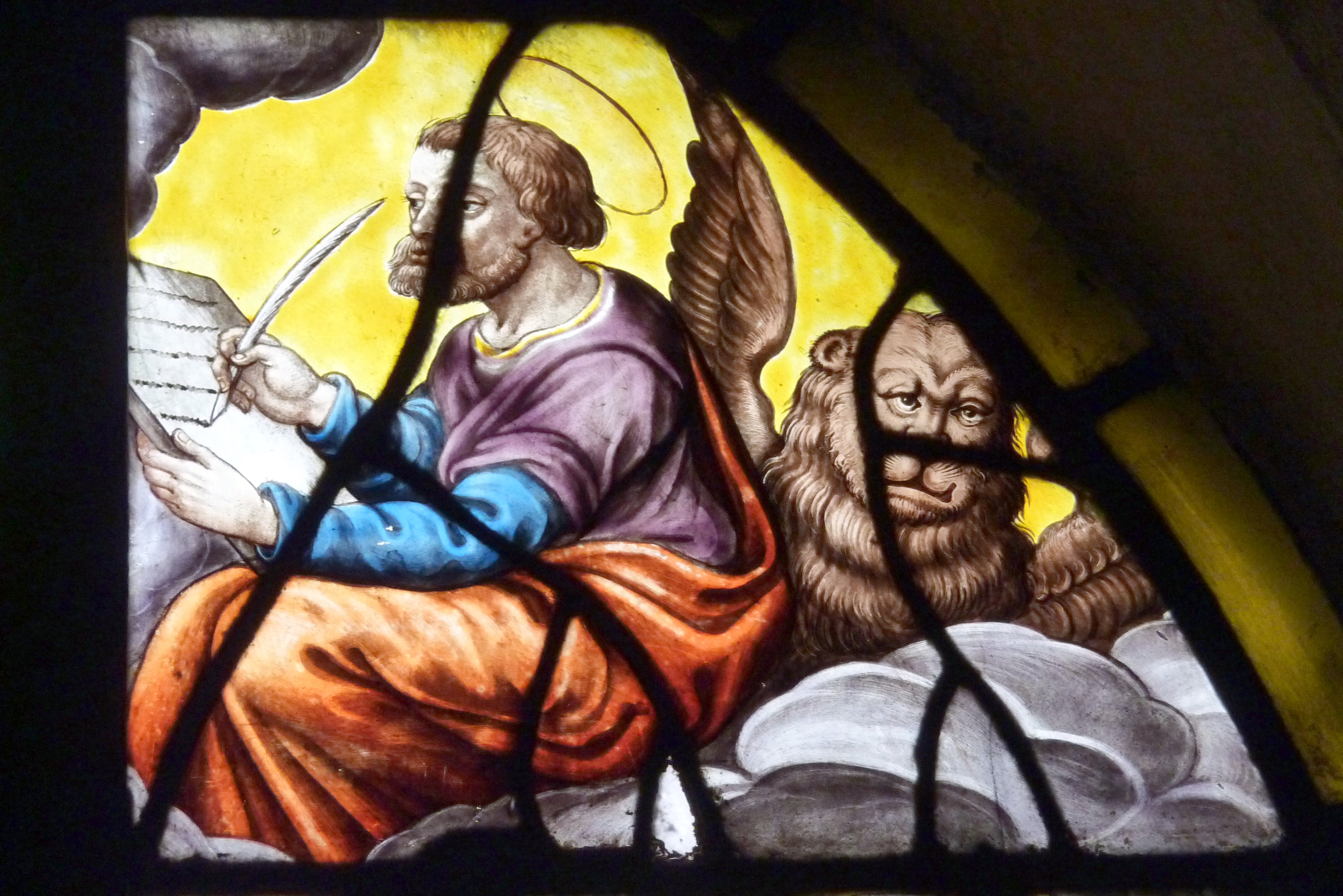
Evangelist Markus
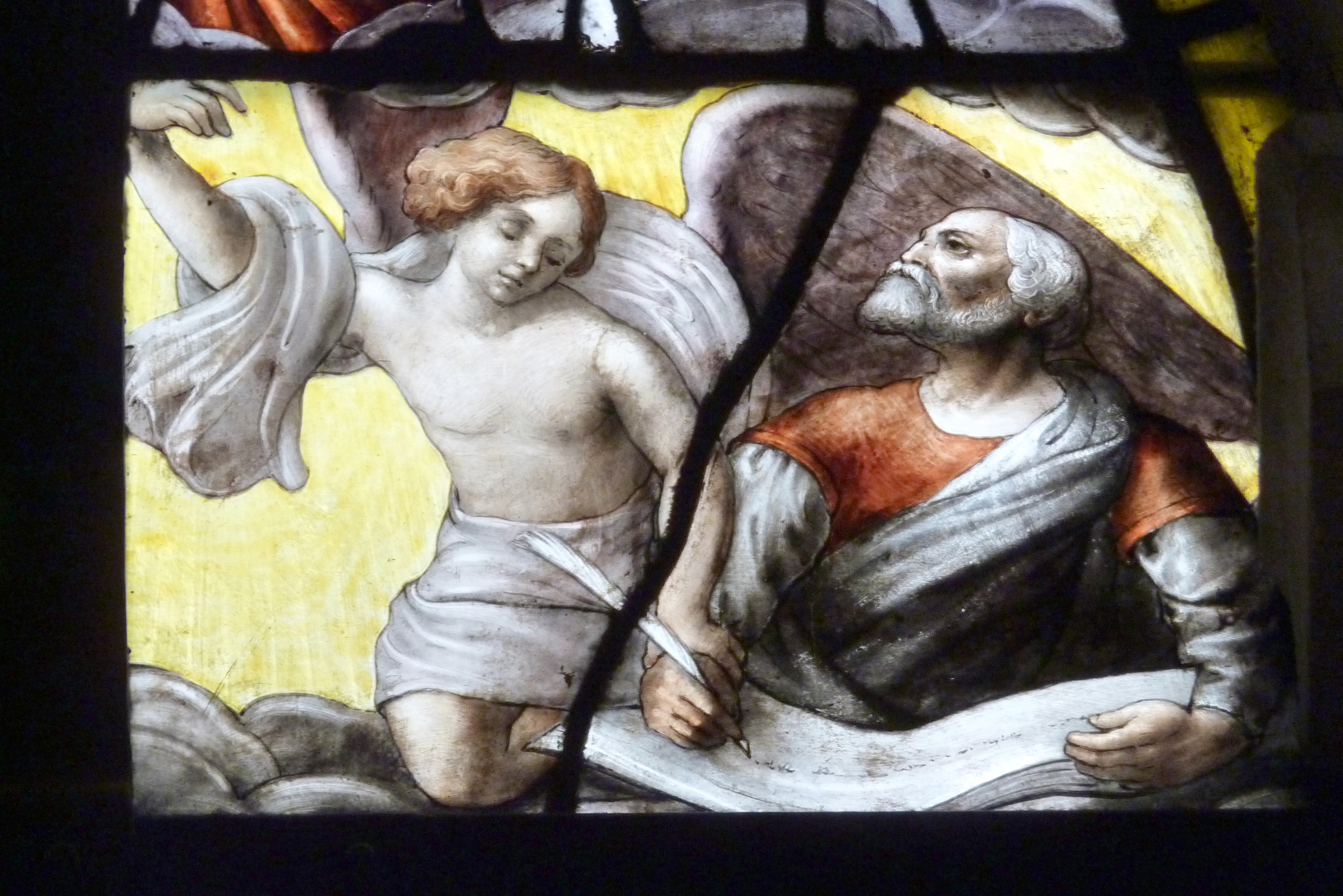
Evangelist Matthäus